# Tompkinsville, Kentucky
Tompkinsville är administrativ huvudort i Monroe County i Kentucky. Orten hette ursprungligen Watsons Store men namnet ändrades till Tompkinsville för att hedra Daniel D. Tompkins. Enligt 2010 års folkräkning hade Tompkinsville 2 402 invånare. William B. Harlan Memorial Library är ett offentligt bibliotek i Tompkinsville.

## Kända personer från Tompkinsville
- Tim Lee Carter, politiker
- Samuel B. Maxey, militär och politiker